# Terytorium zamorskie (Francja)
Terytorium zamorskie (fr. territoire d'outre mer, TOM) – nazwa francuskiego terytorium zależnego o pewnej autonomii wewnętrznej, wprowadzona w 1946. 28 marca 2003 termin ten wyszedł z użycia, zastąpiony przez określenie „zbiorowość zamorska”.
Terytoriami zamorskimi były w tym okresie trzy terytoria w Oceanii: Nowa Kaledonia, Polinezja Francuska i Wallis i Futuna, oraz jedno w południowej części Oceanu Indyjskiego. Ich łączna powierzchnia wynosiła 30,7 tys. km², a zamieszkiwało je około 492 tys. osób (2003). Obecnie jedynym terytorium zamorskim są Francuskie Terytoria Południowe i Antarktyczne.
| Terytorium zamorskie                           | Powierzchnia w km² | Ludność w tys. (2003) | Stolica  |
| ---------------------------------------------- | ------------------ | --------------------- | -------- |
| Nowa Kaledonia (1946 - 1998)                   | 18 736             | 222,9                 | Numea    |
| Polinezja Francuska (1946 - 2003)              | 3 894              | 253,7                 | Papeete  |
| Wallis i Futuna (1961 - 2003)                  | 274                | 15,2                  | Mata Utu |
| Francuskie Terytoria Południowe i Antarktyczne | 7 781              | 0,09                  |          |

Historycznie francuskimi terytoriami zamorskimi były: Francuska Afryka Równikowa (1946-58), Francuska Afryka Zachodnia (1946-58), Madagaskar (1946-58), Somali Francuskie (1946-77, od 1967 pod nazwą Francuskie Terytorium Afarów i Isów), Komory (1946-75), Indie Francuskie (1946-54), Saint-Pierre i Miquelon (1946-1976).